# Klungholmane
Die Klungholmane (aus dem Norwegischen sinngemäß übersetzt Brombeerinseln) sind eine Gruppe kleiner Inseln vor der Mawson-Küste des ostantarktischen Mac-Robertson-Lands. Im nordöstlichen Teil der Holme Bay liegen sie 800 m östlich von Welch Island.
Norwegische Kartografen, die sie auch benannten, kartierten die Inseln anhand von Luftaufnahmen, die bei der Lars-Christensen-Expedition 1936/37 entstanden.